# Aleko Konstantinov
Pour les articles homonymes, voir Konstantinov.
Aleko Konstantinov (en bulgare : Алеко Константинов ; 1er janvier 1863 à Svištov - 23 mai 1897) est un écrivain bulgare qui s'est rendu célèbre avec le personnage de Baj Ganjo, un des personnages de fiction les plus populaires de la littérature bulgare. Il écrivit également ou se décrivit dans ses œuvres en prenant différents pseudonymes : Štastliveca (L'heureux), Bachibouzouk, Benjo Nakov, Vǎsa Pǎcova, Un du club de l'ordre moral.

## Biographie

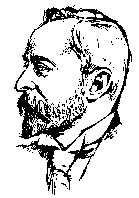
Aleko Konstantinov (dessin).

Né dans une famille de riches marchands influents Chichmanoglu, il fit des études de droit à la faculté de droit d'Odessa (Russie) dont il fut diplômé en 1885. Il retourna en Bulgarie où il travailla en tant que juriste à Sofia, avant de s'engager dans une carrière littéraire.
Son premier roman (en fait, une collection d'histoires courtes indépendantes) - Baj Ganjo ("Oncle Ganjo") - décrit les voyages en Europe occidentale d'un marchand ambulant d'huile de rose et de tapis. Bien que impertinent et gauche, le néanmoins ingénieux Baj Ganjo fut perçu comme l'image d'une Bulgarie en train de se moderniser à grands pas à la fin du XIXe siècle. Au début de la nouvelle, Baj Ganjo fait surtout du commerce d'huile de rose alors qu'à la fin, il est décrit comme un homme politique. Un commerçant de Karlovo (Bulgarie) - Ganjo Somov - inspira le personnage de Baj Ganjo.
Aleko Konstantinov, grand voyageur, fut le premier Bulgare à écrire sur ses voyages en Europe occidentale et aux États-Unis d'Amérique. Ses visites aux Expositions universelles à Paris (1889), Prague (1891) et Chicago (1893) fournirent aux lecteurs bulgares - qui venaient de retrouver l'indépendance après presque 500 ans d'oppression ottomane - un portrait du monde développé. Jusqu'à Chicago et retour (où Baj Ganjo apparaît une nouvelle fois, mais uniquement comme personnage secondaire), ses notes sur son voyage en États-Unis ont stimulé la naissance d'un intérêt durable pour Chicago, où vit aujourd'hui la plus forte communauté bulgare aux États-Unis.
Ses essais, dénonçant les mauvaises intentions cachées des gouvernants de son époque, conduisirent à son assassinat en 1897. Toutefois, il existe aussi une hypothèse selon laquelle c'est l'un de ses meilleurs amis qui était la cible de l'assassinat : ils venaient d'échanger leurs places dans la voiture, peu de temps avant que le coup de feu soit tiré. Le cœur d'Aleko Konstantinov, troué d'une balle, est toujours conservé.

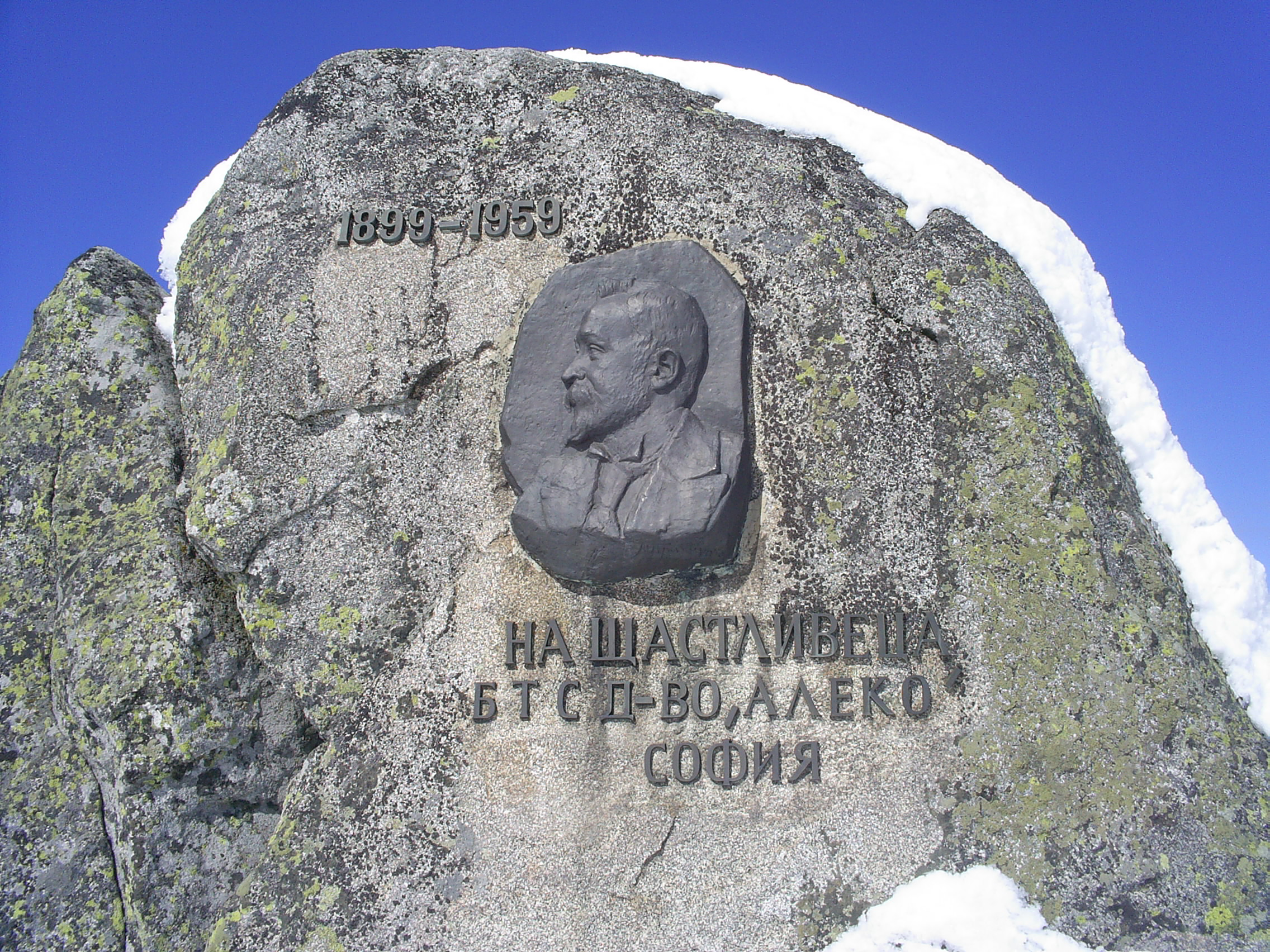
Monument commémoratif dédié à Aleko Konstantinov au sommet du massif du Vitocha.

Aleko Konstantinov fut aussi l'initiateur du mouvement touristique en Bulgarie. C'est la raison pour laquelle deux hôtels sur le massif du Vitocha furent baptisés d'après lui : "Aleko" et "Štastliveca" ("L'heureux" était le surnom qu'il s'était donné dans l'une de ses nouvelles).
- Mary Neuberger, 2006. «  » dans Slavic Review, automne 2006.

## Chronologie
1874-1877
Aleko Konstantinov étudie dans le premier établissement laïque à Gabrovo. Il est élève au moment du l'insurrection d'avril 1876, qui a pour but la libération de la Bulgarie et il est témoin de la répression cruelle de la révolte par les troupes des bachi-bouzouks, menées par Fazla Pacha.
1877
Dans la nuit du 15 juin les troupes russes traversent le Danube près de Svištov. Le lendemain, la ville est libérée. Le 22 juin, l'empereur russe Alexandre II est accueilli dans la maison de son père, où sera établi le siège du premier gouverneur bulgare, Najden Gerov. Aleko devient greffier, il rencontre dans son travail l'écrivain Ivan Vazov.
1878-1881
Il finit ses études secondaires en Russie dans la ville de Nikolaev. Il crée un magazine et traduit Othello de Shakespeare.
1881-1885
Il étudie le droit à l'université de Novorossiisk à Odessa (aujourd'hui en Ukraine).
1885-1888
Il devient juge et ensuite procureur au tribunal de Sofia. Il est licencié pour raisons politiques.
1888-1890
Il devient avocat. Il traduit Pouchkine, Lermontov, Nekrassov, Molière...
1890 -1894
Il est nommé juge dans la cour d'appel à Sofia. En 1896, il est de nouveau renvoyé. Il redevient avocat. Il participe dans différentes associations culturelles et voyage beaucoup : les expositions universelles à Paris en 1889 et à Prague en 1891. En 1893, il fait un long voyage en Amérique à la suite duquel il publie le Jusqu'à Chicago et Retour dans le magazine Bǎlgarski pregled (La revue bulgare), qui est publié un an plus tard sous forme de livre.
En 1894 il commence à écrire dans la revue Misal (Pensée) des feuilletons dont Baj Ganjo est le personnage principal, l'ensemble est réuni dans un livre en 1895. 
Le 11 septembre 1894, il échoue aux élections parlementaires, pour lesquelles il était candidat de l'opposition dans sa ville natale de Svištov et il commence à écrire des feuilletons dénonçant la corruption et les violences politiques.
1895
À son initiative est créée la première association de tourisme en Bulgarie ; il est élu membre du Comité suprême macédonien, dont le but est la libération de la Macédoine du joug ottoman.
Entre 1885 et 1890 – il perd toute sa famille (1885 : mort de sa plus jeune sœur Ljuba, en 1886, il perd sa mère, en 1887, son père, et dans les deux années qui suivent il perd ses deux sœurs Eléna et Veselina).
1896
Il présente une thèse de droit pénal pour devenir professeur à l'université de Sofia, mais sa candidature est rejetée, malgré un avis favorable. Cette année-là il devient membre du parti démocratique, présidé par Petko Karavelov, il écrit pour sa revue Zname (drapeau). Il critique la politique pro-occidentale du Prince Ferdinand Ier et affirme ses convictions russophiles.
1897
Le 7 mai 1897 Aleko Konstantinov part à Plovidiv pour préparer un procès fixé pour le 10 mai. Le lendemain il participe aux célébrations pour la fête des saints Cyrille et Méthode à Peštera. Le soir, pendant son voyage de retour, il est assassiné au cours d'une embuscade.

## Œuvres
Éditions en langue bulgare
- Jusqu’à Chicago et retour, Sofia, éditions B. Chimatchek, 1894.
- Jusqu’à Chicago et retour, Véliko Tarnovo, éditions Abagar, 1992.
- Baï Ganiu, les incroyables nouvelles d’un Bulgare contemporain, Sofia, éditions Pentcho V. Spassov, 1895.
- Baï Ganio, les incroyables nouvelles d’un Bulgare contemporain, Sofia, éditions Pan, 2005.

Traductions françaises
- Baï Gagno, le Tartarin bulgare, traduit par Matei Gueorguiev et Jean Jagerschmidt, Paris, éditions E. Leroux, 1911.
- Baî Ganiu ou les Aventures singulières d’un Bulgare de notre temps suivi de Chicago et retour, traduit par Kiril Todorov et Geliasko Rainov, Sofia, éditions en langues étrangères, 1967.
- Baï Ganio fait des élections, édition bilingue de Téodora Stéfanova, éditions du Livre unique, 2009.